# 68. Infanterie-Brigade (Deutsches Kaiserreich)
Die 68. Infanterie-Brigade war ein Großverband der Preußischen Armee.

## Geschichte
Die 68. Infanterie-Brigade wurde zum 1. Oktober 1890  in Metz aufgestellt und hatte dort ihren Standort bis zum Ende des Ersten Weltkrieges. Sie war bis November 1918 Teil der 34. Division in Metz, die dem XV.I Armee-Korps in Metz zugeordnet war. 

### Gliederung
- 1890–1912

3. Lothringisches Infanterie-Regiment Nr. 135 und Königs-Infanterie-Regiment (6. Lothringisches) Nr. 145
- 1912–1914

4. Magdeburgisches Infanterie-Regiment Nr. 67 und Königs-Infanterie-Regiment (6. Lothringisches) Nr. 145
- 1914–1918

4. Magdeburgisches Infanterie-Regiment Nr.67 (vom 2. August 1914 bis 9. Juli 1915 bei der 53. Infanterie-Brigade (3. Königlich Württembergische) und vom 19. September 1915 bis zum 22. Dezember 1918 wieder bei der 68. Brigade)
- Kriegsgliederung bei Mobilmachung im August 1914

wie 1912 bis 1914
- Kriegsgliederung am 19. Juni 1918

Infanterie-Regiment „Graf Werder“ (4. Rheinisches) Nr. 30, 4. Magdeburgisches Infanterie-Regiment Nr. 67  und Königs-Infanterie-Regiment (6. Lothringisches) Nr. 145, Maschinengewehr-Scharfschützen-Abteilung Nr. 44, 5. Eskadron Jäger-Regiment zu Pferde Nr. 12, Artillerie-Kommandeur Nr. 34, 4. Lothringisches Feldartillerie-Regiment Nr. 70, III. Bataillon Fußartillerie-Regiment „von Dieskau“ (Schlesisches) Nr. 6, Pionier-Bataillon Nr. 132 und Divisions-Nachrichten-Kommandeur Nr. 34

### Erster Weltkrieg
Die Brigade kam während des Ersten Weltkrieges ausschließlich an der Westfront zum Einsatz.
Zu den Kampfhandlungen, Gefechten und Schlachten siehe Einsatzgeschehen der 34. Division.

### Brigadekommandeure
| Name                                | Datum                                    |
| ----------------------------------- | ---------------------------------------- |
| Friedrich Bothe                     | 20. September 1890 bis 24. März 1893     |
| Bernhard von Bergemann              | 25. März 1893 bis 26. Januar 1895        |
| Adalbert Buchfinck                  | 27. Januar 1895 bis 15. Juni 1896        |
| Otto Wolf                           | 16. Juni 1896 bis 17. August 1897        |
| Felix von Wedel                     | 18. August 1897 bis 2. Juli 1899         |
| Maximilian von Braumüller           | 3. Juli 1899 bis 11. September 1902      |
| Hans von Schack                     | 12. September 1902 bis 16. November 1906 |
| Eugen von Petzel                    | 17. November 1906 bis 6. August 1908     |
| Georg von Reißwitz und Kadersin     | 7. August 1908 bis 18. Juli 1909         |
| Otto Bock von Wülfingen             | 19. Juli 1909 bis 24. Juli 1910          |
| Helmuth Schmundt                    | 25. Juli 1910 bis 15. November 1911      |
| Erich von Borcke                    | 16. November 1910 bis 30. Juni 1911      |
| Max von Sieg                        | 1. Juli 1911 bis 30. September 1912      |
| Ludwig von Estorff                  | 1. Oktober 1912 bis 16. September 1914   |
| Erich von Pochhammer                | 17. September 1914 bis 5. Oktober 1914   |
| Wilhelm Neff                        | 6. Oktober 1914 bis 18. Oktober 1914     |
| Friedrich Wilhelm Hermann von Sydow | 19. Oktober 1914 bis 6. Oktober 1915     |
| Kurt von Wahlen-Jürgass             | 7. Oktober 1915 bis 8. September 1917    |
| Konrad Geisler                      | 9. September 1917 bis 4. Mai 1918        |
| Erich von Böckmann                  | 5. Mai 1918 bis 23. August 1918          |
| Wilhelm Hundrich                    | 24. August 1918 bis 25. Oktober 1918     |
| Max von Krosigk                     | 26. Oktober 1918 bis 31. Januar 1919     |
| Hellmuth Digeon von Monteton        | 1. Februar 1919 bis 8. Mai 1919          |